# 查尔斯·朱克
查尔斯·S·朱克（英語：Charles S. Zuker，1957年—）是一位智利分子遺傳學家和神经生物学家，哥伦比亚大学教授，霍华德·休斯医学研究所成员。